# Oxira nigrostriata
Oxira nigrostriata là một loài bướm đêm trong họ Noctuidae.